# Raymond A. Palmer
Œuvres principales
- Doorway to Hell
- I Flew in a Flying Saucer

Raymond Arthur Palmer, né le 1er août 1910 à Milwaukee dans le Wisconsin et décédé le 15 août 1977 à Portage dans le Wisconsin à la suite de multiples AVC, est un auteur et éditeur américain, mieux connu comme rédacteur en chef d'Amazing Stories de 1938 à 1949. Ensuite, il publie et édite Fate Magazine, et finalement de nombreux autres magazines et livres par le biais de ses propres maisons d'édition, notamment Amherst Press et Palmer Publications. En plus de magazines tels que Mystic, Search et Flying Saucers, il publie de nombreux livres spirituels, dont Oahspe: A New Bible (en), ainsi que plusieurs livres liés aux soucoupes volantes, dont The Coming of the Saucers, co-écrit avec Kenneth Arnold. Palmer était également un auteur prolifique d'histoires de science-fiction et de fantasy, dont beaucoup ont été publiées sous des pseudonymes.

## Vie privée
Selon Bruce Lanier Wright, « Palmer est heurté par un camion à l'âge de sept ans et se casse le dos ». Une opération infructueuse sur la colonne vertébrale de Palmer a retardé sa croissance (il mesurait environ 1m20 de haut) et l'a laissé bossu.
Palmer trouve refuge dans la science-fiction, qu'il lit avec voracité. Il gravit les échelons du fandom de la science-fiction et est crédité, avec Walter Dennis, d'avoir édité le premier fanzine, The Comet (en), en mai 1930.

### Enquête du FBI
Ray Palmer fait l'objet d'une enquête du Federal Bureau of Investigation de 1953 à 1954, après avoir été faussement accusé de répandre la propagande communiste soviétique dans plusieurs articles de Amazing Stories et Mystic Magazine. Il se fait interroger à la suite de la publication de Venusians Walk Our Streets, une histoire de Frank M. Vest. Le FBI publie le dossier de Palmer le 22 juin 2018.

## Carrière
Tout au long des années 1930, Palmer voit plusieurs de ses histoires publiées dans plusieurs magazines de science-fiction de l'époque. Lorsque Ziff-Davis rachète Amazing Stories en 1938, le rédacteur en chef T. O'Conor Sloane démissionne et la production est transférée à Chicago. Sur la recommandation de Ralph Milne Farley (en), Palmer reprend alors la rédaction. En 1939, Palmer lance un magazine compagnon à Amazing Stories intitulé Fantastic Adventures, qui persiste jusqu'en 1953.
Lorsque Ziff-Davis déplace la production des magazines de Chicago à New York en 1949, Palmer démissionne. Il fonde alors Clark Publishing Co. avec Curtis Fuller, un autre éditeur de Ziff-Davis.

### Magazines de science-fiction

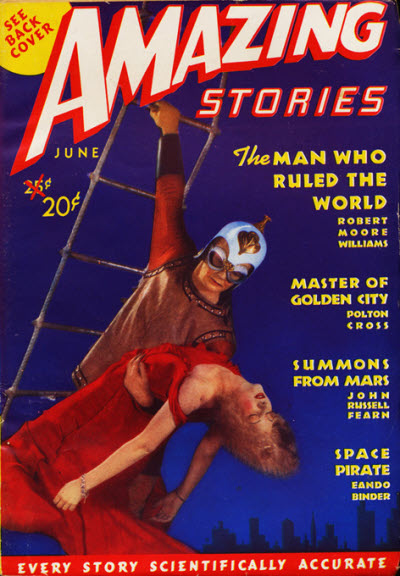
Le premier numéro d'Amazing Stories édité par Palmer. Il présente un logo repensé et l'expression « Chaque Histoire Scientifiquement Exacte ».

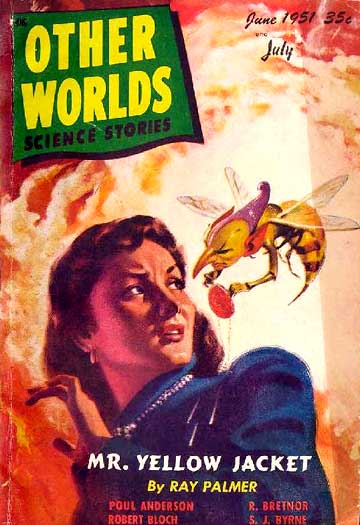
La nouvelle Mr. Yellow Jacket, écrite par Palmer, fait la couverture sur Other Worlds en 1951.

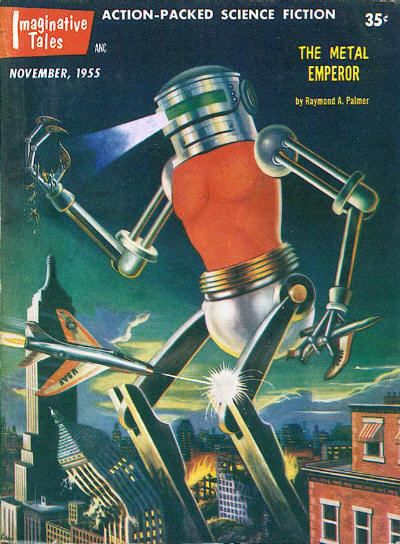
The Metal Emperor est la dernière nouvelle de Palmer publiée dans un magazine de science-fiction. Elle fait la couverture de Imaginative Tales en 1955.

En tant qu'éditeur, Palmer a tendance à privilégier les histoires de type space opera, aventureuses et rapides. Son mandat chez Amazing Stories est remarquable pour son partenariat inédit avec Isaac Asimov et son histoire Marooned Off Vesta (en).
Palmer est également connu pour son soutien aux histoires longuement controversées de Shaver Mystery (en), une série d'histoires de Richard Shaver (en). Shaver soutenait que le monde était dominé par des habitants de la croute terrestre (théories de la Terre creuse). Le soutien de Palmer aux histoires de Shaver est controversé dans la communauté de la science-fiction. On ne sait pas si Palmer pense que les histoires de Shaver sont vraies ou s'il les utilise simplement pour vendre des magazines. Palmer demande à d'autres écrivains de faire des histoires dans le genre de Shaver, le plus notable étant Rog Phillips.
Palmer lance progressivement ses propres éditions de science-fiction tout en travaillant pour Ziff-Davis. Il quitte finalement la société pour former sa propre maison d'édition, Clark Publishing Company. Elle publie Imagination et Other Worlds, entre autres. Aucun de ces magazines ne remporte le succès d'Amazing Stories, mais Palmer publiera le magazine Space World jusqu'à sa mort.

### Magazines de paranormalité
En 1948, Palmer et Curtis Fuller fondent Fate qui couvre les phénomènes paranormaux, dont beaucoup sont publiés par des lecteurs.
Curtis Fuller et son épouse Mary prennent le contrôle total de Fate en 1955, lorsque Palmer vend sa part de l'entreprise. Le magazine continue d'être publié aujourd'hui par Galde Press.
Palmer crée un autre magazine paranormal dans la lignée de Fate, Mystic qui est renommé Search deux ans après la première parution du magazine[réf. nécessaire].

### Magazine de soucoupes volantes
Dans le premier numéro de Fate, Palmer publie le rapport de Kenneth Arnold sur les « disques volants ». L'observation d'Arnold marque le début de l'ère moderne des OVNI. Palmer contribue à populariser la croyance en les soucoupes volantes. Cet intérêt le conduit à fonder le magazine Flying Saucers .

### Publications spirituelles
L'intérêt avide de Palmer pour la spiritualité et les explications alternatives de la réalité se reflète dans son choix de publications. Son intérêt pour la Bible d'Oahspe le conduit à rechercher pendant 15 ans une copie de l'édition originale de 1882 publiée par Oahspe Publishing Assoc. En 1960, Palmer publie un facsimilé de l'édition originale. Cette édition est couramment appelée The Palmer Edition ou The Green Oahspe. Il continue à publier et à réimprimer les éditions ultérieures auxquelles il ajoute un index et des notes d'édition.

## Hommages
L'identité secrète du super-héros Atom de DC Comics porte le nom de Palmer.
Une nouvelle édition d'Oahspe en hommage à Ray Palmer est publiée en 2009 sous le titre Oahspe - Raymond A. Palmer Tribute Edition.
En septembre 2013, Palmer est nommé à titre posthume au First Fandom Hall of Fame lors d'une cérémonie à la 71e Convention mondiale de science-fiction.
En 2013, Tarcher/Penguin publie une biographie de Palmer intitulée The Man From Mars, écrite par Fred Nadis.
Palmer est également le sujet du livre de Richard Toronto, War over Lemuria: Richard Shaver, Ray Palmer and the Strangest Chapter of 1940s Science Fiction, qui tente de donner une histoire détaillée du mystère de Shaver et de ses deux principaux partisans.

## Œuvres

### Romans
- (en) Doorway to Hell, 1942
- (en) I Flew in a Flying Saucer, 1951

### Nouvelles
- (en) The Time Ray of Jandra, 1930Parue dans Wonder Stories.
- (en) The Man Who Invaded Time, 1932Parue dans Science Fiction Digest (fanzine).
- (en) Escape from Antarctica, 1933Parue dans Science Fiction Digest (fanzine).
- (en) The Girl from Venus, 1933Parue dans Science Fiction Digest (fanzine).
- (en) The Return to Venus, 1934Parue dans Fantasy Magazine, anciennement Science Fiction Digest (fanzine).
- (en) The Vortex World, 1934Parue dans Fantasy Magazine (fanzine)
- (en) The Time Tragedy, 1934Parue dans Wonder Stories.
- (en) Three from the Test-Tube, 1935Parue dans Wonder Stories.
- (en) The Symphony of Death, 1935Parue dans Amazing Stories.
- (en) Matter Is Conserved, 1938Parue dans Astounding Science-Fiction.
- (en) Catalyst Planet, 1938Parue dans Thrilling Wonder Stories.
- (en) The Blinding Ray, 1938Parue dans Amazing Stories.
- (en) Outlaw of Space, 1938Parue dans Amazing Stories.
- (en) Black World (Part 1 of 2), 1940Parue dans Amazing Stories.
- (en) Black World (Part 2 of 2), 1940Parue dans Amazing Stories.
- (en) The Vengeance of Martin Brand (Part 1 of 2), 1942Parue dans Amazing Stories.
- (en) The Vengeance of Martin Brand (Part 2 of 2), 1942Parue dans Amazing Stories.
- (en) King of the Dinosaurs, 1945Parue dans Fantastic Adventures.
- (en) Toka and the Man Bats, 1946Parue dans Fantastic Adventures.
- (en) Toka Fights the Big Cats, 1947Parue dans Fantastic Adventures.
- (en) In the Sphere of Time, 1948Parue dans Planet Stories.
- (en) The Justice of Martin Brand, 1950Parue dans Other Worlds (en).
- (en) Mr. Yellow Jacket, 1951Parue dans Other Worlds.
- (en) I Flew in a Flying Saucer (Part 1 of 2), 1951Parue dans Other Worlds.
- (en) I Flew in a Flying Saucer (Part 2 of 2), 1951Parue dans Other Worlds.
- (en) The Hell Ship, 1952Parue dans If.
- (en) The Metal Emperor, 1955Parue dans Imaginative Tales.

### Nonfiction
- (en) The Coming of the Saucers, 1952Écrit avec Kenneth Arnold.
- (en) The Secret World, 1975Écrit avec Richard Shaver (en).